# Cleopatra (miniserie)
Cleopatra är en amerikansk-tysk miniserie från 1999. Serien är baserad på Margaret Georges roman The Memoirs of Cleopatra från 1997. I huvudrollerna ses Leonor Varela, Timothy Dalton, Billy Zane, Rupert Graves, Sean Pertwee och Bruce Payne.

## Handling
Egyptens drottning Cleopatra får en son, Caesarion, med den romerske ledaren Julius Caesar. Hon kämpar för att skydda Egypten från romarna och för att hennes son ska få efterträda Caesar som härskare över Romerska riket.

## Rollista i urval
- Leonor Varela - Cleopatra
- Timothy Dalton - Julius Caesar
- Billy Zane - Marcus Antonius
- Rupert Graves - Octavius
- Sean Pertwee - Brutus
- Bruce Payne - Cassius
- David Schofield - Casca
- John Bowe - Rufio
- Art Malik - Olympos
- Nadim Sawalha - Mardian
- Owen Teale - Grattius
- Philip Quast - Cornelius
- Daragh O'Malley - Ahenobarbus
- Omid Djalili - Store Master
- Richard Armitage - Epiphanes
- Denis Quilley - senator
- Kassandra Voyagis - Arsinoe
- Sean Cronin - överstepräst
- Indra Ové - Charmian
- Oded Fehr - egyptisk amiral